# Liz Benson
Elizabeth Benson (Estado del Delta, 5 de abril de 1966) es una actriz nigeriana de cine y televisión, popular en el ambiente cinematográfico de Nollywood. Debutó como actriz infantil a la edad de cinco años y logró el reconocimiento en su país con su actuación en la telenovela Fortunes de 1993. Un año después se encargó de afianzar su popularidad en la película sobre prostitución Glamour Girls. A partir de entonces se convirtió en una de las actrices más reconocidas en la industria cinematográfica de su país.

## Vida personal
Benson perdió a su primer marido, Samuel Gabriel Etim cuando tenía veintitantos años. Ella dijo que en realidad su carácter se fortaleció con la pérdida y le permitió seguir adelante con sus hijos.
La actriz nacida en Efik se casó por segunda vez con el obispo evangélico Great Ameye en 2009.  La pareja está profundamente involucrada en el Ministerio Evangélico Cristiano, como dirigentes de la Freedom Family Assembly.

## Filmografía destacada

### Cine y televisión
- Idahosa Trails
- Lizard Life (2017)
- Hilarious Hilary (2015)
- Dearest Mummy (2015)
- Dry (2014)
- Toko taya (2007)
- Political Control (2006)
- Political Control 2 (2006)
- Political Control 3 (2006)
- Bridge-Stone (2005)
- Bridge-Stone 2 (2005)
- Crazy Passion (2005)
- Crazy Passion 2(2005)
- Day of Atonement (2005)
- Now & Forever(2005)
- Now & Forever 2 (2005)
- Squad Twenty-Three (2005)
- Squad Twenty-Three 2 (2005)
- Women in Power (2005)
- Women in Power 2 (2005)
- Inheritance (2004)
- Melody of Life (2004)
- Red Hot (2004)
- Turn Table (2004)
- Turn Table 2 (2004)
- World Apart (2004)
- World Apart 2 (2004)
- Èèkù-idà (2002)
- Èèkù-idà 2 (2002)
- Wisdom and Riches (2002)
- Wisdom and Riches 2 (2002)
- Dapo Junior (2000)
- Chain Reaction (1999)
- Diamond Ring (1998)
- Diamond Ring 2 (1998)
- Scores to Settle (1998)
- Witches (1998)
- Back to Life (1997)
- True Confession (1995)
- Glamour Girls (1994)
- Fortunes (1993)